# Ovila Légaré
Pour les articles homonymes, voir Légaré.

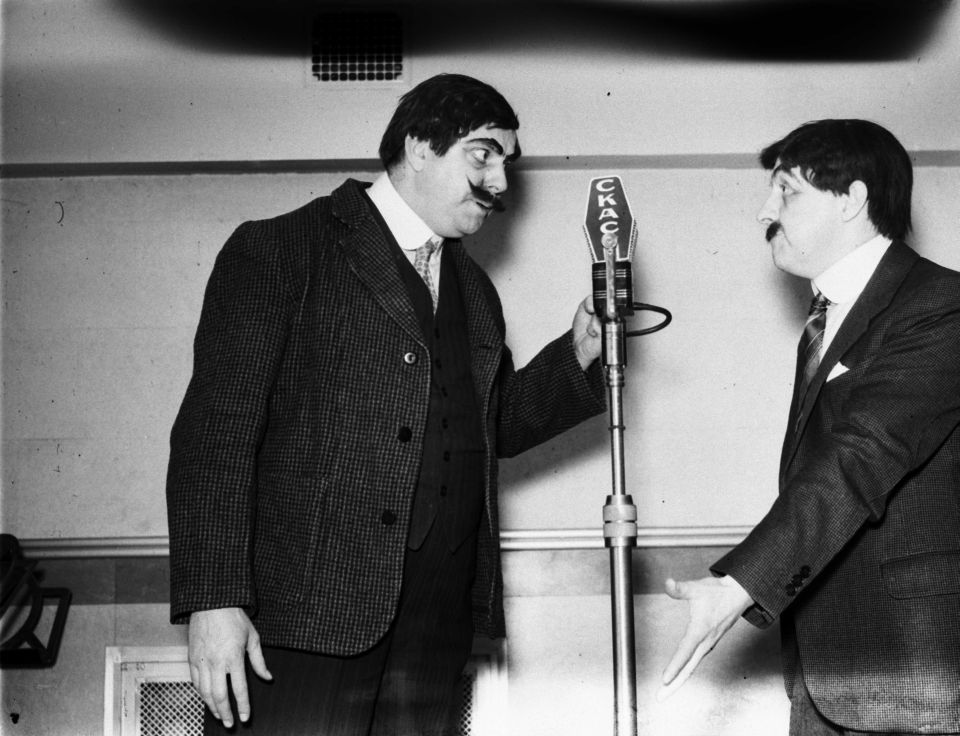
Deux comédiens-vedettes de l'émission humoristique "Nazaire et Barnabé", dont Ovila Légaré, l'auteur des textes, en 1941

Ovila Légaré, né à Montréal le 21 juillet 1901, et mort dans la même ville le 19 février 1978, à l'âge de 76 ans, est un des pionniers du milieu artistique québécois. Il s'est fait connaître en tant que scénariste à la radio et comme acteur et chanteur québécois.

## Biographie
Joseph Ovila Légaré est né dans la paroisse de Ste-Élisabeth-du-Portugal dans le quartier St-Henri à Montréal. Il était le fils d'Arthur Légaré, artisan, et d'Albina Legault .
Ovila Légaré se passionne très jeune pour le folklore. Grâce à ses grands-parents amateurs de chansons folkloriques, il s'oriente vers ce répertoire.
Après avoir suivi des cours par correspondance, on le voit à l'œuvre comme étalagiste et concepteur d'affiches pour les magasins Steel et Larivière & Leblanc, rue Ste-Catherine à Montréal. Ce gagne-pain l'accompagne durant toutes ces années de théâtre amateur jusqu'en 1935.
Le 23 février 1925, il épouse Émilia Deguire en l'église Notre-Dame-des-Anges du quartier Cartierville de Montréal. Selon l'acte, il exerce alors la profession de peintre-lettreur . Émilia décède le 9 mai 1975 .
Parallèlement à son travail, Ovila Légaré joue au théâtre (à Montréal) lors des activités des cercles dramatiques, fort populaires chez les jeunes à cette époque. Au début des années 1920, il côtoie Conrad Gauthier et Charles Marchand dans les « Soirées de familles » organisées par Edouard-Zotique Massicotte au Monument national et anime des danses et des quadrilles en “callant”. Il fait également des recherches pour saisir les variantes régionales du répertoire de chansons et s'informe auprès d'universitaires comme Marius Barbeau.
L'année 1927 voit Ovila tenir un premier rôle au Monument-National : Jos Montferrand. On lui demande même d'y chanter en deuxième partie de spectacle. C'est le départ de sa grande carrière de comédien, mais il demeure encore profondément attaché au folklore. D'ailleurs, rapidement, il devient identifié à la musique folklorique, notamment grâce au succès populaire des Veillées du bon vieux temps (avec Conrad Gauthier) auxquelles il participe au cours des années 1925-1935.
Ovila Légaré mène de front une importante activité de comédien à la scène (théâtre), à la radio puis à la télévision, cela jusqu'à sa mort.
En 1932, il fonde sa propre troupe de théâtre, La Troupe Ovila Légaré, dont les principaux comédiens sont Blanche Gauthier, Georges Bouvier, Eugène Daigneault et Jeannette Deguire. Cette troupe ne joue que des pièces d'Ovila Légaré que l'on présente à Montréal (au Monument national) et en province. Ovila Légaré en est le directeur et le metteur en scène. Pour cette troupe, il écrit huit (8) pièces.
Il enregistre, dans les années 1930, plusieurs enregistrements chez la compagnie montréalaise Starr grâce aux recommandations de Roméo Beaudry. Sur ces enregistrements, il chante tantôt en soliste, tantôt accompagné tour à tour par Blanche Gauthier, Juliette Béliveau et La Bolduc. Celle-ci fait d'ailleurs ses premiers enregistrements avec lui; elle l'accompagne aussi au violon et à la guimbarde. Trois des chansons de Légaré, Dans l'temps du Jour de l'An, La Bastringue et Chapleau fait son Jour de l'An, obtiennent un vif succès et consacrent sa réputation. La crise économique de 1930 lui inspire Faut pas s'faire de bile, une autre chanson qui connaît un grand succès populaire. Il enregistre aussi avec d'autres musiciens (ex.: Alfred Montmarquette).
On l'entend régulièrement dans plusieurs feuilletons radiophoniques des années 1930 et 1940 tels Le Curé de village où il interprète le curé sur les ondes de CKAC, Ovide et Cyprien, Métropole, etc. Mais c'est avec l'émission radiophonique Nazaire et Barnabé (1939-58) à la station CKAC qu'il fait sa marque. Ce poste de radio étant présent partout au Québec, un large public pouvait l'entendre tous les jours de la semaine juste avant le Chapelet en famille.
De plus, entre 1945 et 1972, on peut le voir dans plusieurs films dont Le Père Chopin. Dans La loi du silence  d'Alfred Hitchcock, il campe avec vigueur l'avocat Villette ; son personnage de maître-chanteur est assassiné au tout début du film, mais il revient quand l'héroïne, jouée par Anne Baxter, raconte son histoire dans un long flash-back ; c'est un rôle mineur mais essentiel dans le déroulement de l'histoire.
Il fait aussi sa marque dans son rôle de Didace Beauchemin dans deux séries télévisées qui, pendant 6 ans, ont largement influencé la programmation des années 1950 avec surtout Le Survenant (1954-1957,1959-1960),   et Au chenal du moine (1957-1958). Il est aussi la vedette du film du même nom (1957).
Cet artiste polyvalent, au jeu naturel et vrai, prend également part à plusieurs autres séries télévisées, dont Sous le signe du lion de Françoise Loranger, La Pension Velder de Robert Choquette, Quelle famille, etc.

## Filmographie
- 1945 : Le Père Chopin : le curé
- 1947 : Whispering City : Detective in Mary's Apartment
- 1949 : Un homme et son péché : le père Laloge
- 1949 : Le Curé de village : le curé
- 1951 : La Treizième Lettre (The 13th Letter) : le maire
- 1952 : Le Rossignol et les cloches : le restaurateur Antonio
- 1953 : La Loi du silence (I Confess) : Villette
- 1954 : 14, rue de Galais (série télévisée) : Arthur Dion
- 1954 : Operation Manhunt : Inspector Boucher
- 1954 - 1960 : Le Survenant (série télévisée) : Didace Beauchemin
- 1956 : Que Dieu vous soit en aide
- 1957 : Un simple soldat (TV) : Édouard Latour
- 1957 - 1958 : Au chenal du moine (série télévisée) : Didace Beauchemin
- 1957 : Le Survenant (film) : Didace Beauchemin

- 1957 - 1961 : La Pension Velder (série télévisée)
- 1959 : Les Brûlés
- 1960 : Sous le signe du lion (série télévisée) : Jérémie Martin
- 1961: Dubois et fils (film) Émile Dubois
- 1964 : Solange dans nos campagnes
- 1964 : The Luck of Ginger Coffey : Judge
- 1965 : Cré Basile (série télévisée) : Papa Nicolas
- 1966 : La Douzième heure : le père Durand
- 1966 : Footsteps in the Snow : Sgt. Deschênes
- 1966 : Quentin Durgens, M.P. (série télévisée) : Letourneau
- 1970 : Mont-Joye (série télévisée) : Aurèle Gratton
- 1970 : L'Amour humain
- 1971 : La Maison des bois (feuilleton TV) : Étienne, le curé
- 1972 : Quelle famille ! (série télévisée) : Grand-père Tremblay
- 1972 : Et du fils : François Godefroy
- 1976 : Grand-Papa (série télévisée) : Georges
- 1976 - 1977 : Quinze ans plus tard

## Honneurs
Le Parc Ovila-Légaré ainsi que la rue nommée après ce dernier honore sa mémoire dans l'arrondissement Villeray–Saint-Michel–Parc-Extension (à Montréal)

## Sources et liens externes
- Discographie
- « Ovila Légaré » (présentation), sur l'Internet Movie Database
- Pierre Pagé, Le comique et l'humour à la radio québécoise, Volume I, Fides, 1976, p. 467-468
- Fiche d'Ovila Légaré dans L'encyclopédin canadienne Historica
- Page Facebook. https://www.facebook.com/Ovila-L%C3%A9gar%C3%A9-pionnier-1485252468421041Notices d'autorité :   - VIAF
  - ISNI
  - BnF (données)
  - IdRef
  - LCCN
  - Espagne
  - Belgique
  - NUKAT
  - WorldCat